# Litothericles bicolor
Litothericles bicolor är en insektsart som beskrevs av Marius Descamps 1977. Litothericles bicolor ingår i släktet Litothericles och familjen Thericleidae. Inga underarter finns listade i Catalogue of Life.